# Frankie Edgar
Frank James "Frankie" Edgar (ur. 16 października 1981) − amerykański zawodnik mieszanych sztuk walki (MMA), mistrz organizacji Ultimate Fighting Championship w wadze lekkiej (70 kg) z 2010. 

## Kariera sportowa
W szkole średniej i na studiach trenował zapasy. Reprezentował Clarion University of Pennsylvania w NCAA Division I.

### Mieszane sztuki walki
W profesjonalnym MMA zadebiutował w 2005 roku. Po wygraniu 5 walk z rzędu, w 2007 roku podpisał kontrakt z organizacją UFC. Walcząc dla niej, wygrał trzy pierwsze pojedynki, ale w czwartym, przeciwko innemu eks-zapaśnikowi Grayowi Maynardowi, doznał porażki przez jednogłośną decyzję sędziów (2 kwietnia 2008).
Po walce z Maynardem wygrał trzykrotnie, z czego dwa pojedynki (przeciw Hermesowi Françie i Mattowi Veachowi) zostały wyróżnione przez władze UFC nagrodą "walki wieczoru". Dzięki temu został wyznaczony do walki z B.J. Pennem o mistrzostwo UFC w wadze lekkiej. Doszło do niej 10 kwietnia 2010 roku, podczas gali UFC 112: Invincible w Abu Zabi. Edgar niespodziewanie pokonał faworyzowanego Penna, uznawanego ówcześnie w wielu rankingach za najlepszego zawodnika wagi lekkiej na świecie i faworyta bukmacherów 7 do 1, przez jednogłośną decyzję (50-45, 49-46, 48-47).
28 sierpnia 2010 roku (UFC 118) stoczył pierwszą obronę mistrzostwa w rewanżu z Pennem. Ponownie pokonał Hawajczyka na punkty, tym razem jeszcze bardziej przekonywająco (zdaniem sędziów Edgar wygrał wszystkie pięć rund: 50-45, 50-45, 50-45). 
1 stycznia 2011 roku (UFC 125) w drugiej obronie tytułu zmierzył się w rewanżowej walce z Maynardem. Zakończyła się ona remisem (48-46, 46-48, 47-47). Tym samym Edgar zachował pas, mimo że w pierwszej rundzie był bardzo bliski porażki przez nokaut. Władze UFC zarządziły trzecią walkę pomiędzy tymi zawodnikami. Odbyła się ona 9 października na gali UFC 136. Pojedynek rozpoczął się podobnie jak styczniowe starcie − Maynard wygrał zdecydowanie pierwszą rundę i miał szansę znokautowania mistrza. Ostatecznie Edgar obronił jednak tytuł, nokautując rywala w czwartej rundzie uderzeniami w parterze. 25 lutego 2012 roku na gali UFC 144 w Saitamie w kolejnej obronie tytułu zmierzył się z byłym mistrzem WEC Benem Hendersonem. Po 5. rundach sędziowie orzekli jednogłośne zwycięstwo oraz nowego mistrza wagi lekkiej - Bena Hendersona. Z powodu wyrównanego pojedynku włodarze UFC zestawili natychmiastowy rewanż między zawodnikami do którego doszło 11 sierpnia. Ponownie wygrał Henderson broniąc pasa mistrzowskiego ale tym razem sędziowie byli niejednomyślni (48–47, 48–47, 46–49). Dla wielu fachowców i komentatorów MMA zwycięstwo Hendersona było kontrowersyjnym werdyktem.
Po przegranych bataliach z Hendersonem i namowach prezydenta UFC Danego White’a zszedł kategorię niżej (66 kg) do której w zasadzie nie musiał zbijać wagi gdyż jest naturalnym piórkowym (Edgar w odróżnieniu od wielu innych zawodników by wypełnić limit wagi lekkiej czyli 70 kg często musiał przybierać na wadze). W debiutanckiej walce w nowej dywizji wagowej od razu stoczył pojedynek z mistrzem tejże kategorii Brazylijczykiem José Aldo (UFC 156). Edgar w swoim stylu dynamicznie nacierał na rywala ale większość jego ciosów przeszywało powietrze, co skrzętnie wykorzystywał obrońca tytułu który kontrował wielokrotnie akcjami bokserskimi i kopnięciami. Większość prób sprowadzeń do parteru zostało wybronionych przez Aldo który kontynuował wypunktowywanie Amerykanina w stójce. Dopiero w ostatnich dwóch rundach mistrzowskiego boju delikatnie rysowała się przewaga Edgara który zachował więcej sił, ale to nie wystarczyło by przekonać sędziów którzy punktowali jednogłośnie zwycięstwo Aldo. 
Pierwsze zwycięstwo w kategorii piórkowej zanotował 7 lipca 2013 roku na gali UFC 162 pokonując po bardzo emocjonującym pojedynku Charlesa Oliveirę na punkty. 6 lipca 2014 trzeci raz pokonał Penna - tym razem przed czasem przez TKO pod koniec 3. rundy. 16 maja 2015 wypunktował byłego mistrza WEC Urijah Fabera. 11 grudnia 2015 zanotował dwudzieste zawodowe zwycięstwo nokautując w 1. rundzie byłego pretendenta do pasa Chada Mendesa.
9 lipca 2016, na UFC 200, przegrał o tymczasowy tytuł wagi piórkowej ze swoim byłym rywalem, José Aldo, jednogłośnie na punkty.
12 listopada 2016 pokonał jednogłośnie na punkty Jeremy’ego Stephensa, natomiast 13 maja 2017 wygrał przed czasem z Yairem Rodríguezem. 3 marca 2018 podczas UFC 222 został znokautowany przez Briana Ortegę w pierwszej rundzie, notując pierwszą przegraną przed czasem w karierze. Mimo porażki szybko wrócił do oktagonu UFC, bo już 21 kwietnia pokonując na punkty Cuba Swansona.

## Osiągnięcia

### Mieszane sztuki walki
- 2006: mistrz Reality Fighting w wadze lekkiej[1]
- 2010−2012: mistrz UFC wagi lekkiej
- 10−krotny zdobywca nagród bonusowych w UFC (7 walk, 2 występy i 1 nokaut wieczoru)[7]